# Tokunagayusurika akamusi
Tokunagayusurika akamusi är en tvåvingeart som först beskrevs av Tokunaga 1938.  Tokunagayusurika akamusi ingår i släktet Tokunagayusurika och familjen fjädermyggor. Inga underarter finns listade i Catalogue of Life.